# واين هيغباي
واين هيغباي (بالإنجليزية: Wayne Higby)‏ هو فنان أمريكي، ولد في 12 مايو 1943.